# ジョナタン・グラディ
ジョナタン・グラディ（Jonathan Gradit、1992年11月24日 - ）は、フランス・タランス出身のサッカー選手。RCランス所属。ポジションはDF。

## クラブ経歴
FCジロンダン・ボルドーの下部組織で育成されたが、トップチームデビューが叶わなかったため、アヴィロン・バイヨンヌFCへ移籍し、プロキャリアをスタートさせた。
2013年の夏、トゥールFCのBチームへ移籍した。2013-14シーズンの3月にアンジェSCOとのダービーマッチでトップチームデビューを飾ると、以降はレギュラーに定着した。
2018年7月14日、リーグ・アンに所属していたSMカーンへと移籍し、2年契約を交わした。
2019年8月20日、移籍金40万ユーロでRCランスに2年契約で移籍した。